# سولفوریل فلورید
سولفوریل فلورید (به انگلیسی: Sulfuryl fluoride) با فرمول شیمیایی SO۲F۲ یک ترکیب شیمیایی با شناسه پاب‌کم ۱۷۶۰۷ است. که جرم مولی آن 102.06 g/mol می‌باشد. شکل ظاهری این ترکیب، گاز بی‌رنگ است.